# 主竜類
主竜類（しゅりゅうるい、学名: Archosauria）は、主竜形類に属する爬虫類の一群である。祖竜類ともいうが、この語は主竜形類の下位グループである原始竜類（原竜類）Protorosauriaを指すこともある。

## 概要
現在ではランク無しの分類群とされることが多いが、上目として扱われる場合もある。ここでは『岩波 生物学辞典 第5版』に従って主竜区とする。恐竜およびその祖先を通じて中生代の支配的陸上動物であったため主竜類（Archosaurs、「支配的な爬虫類」を意味するギリシア語に由来）の名がついている。
主な特徴として以下のものがある。
- 一本ずつソケットに収まった歯、これによって歯の安定性が増す。
- 二心室、二心房の心臓、体循環、肺循環を分離し酸素運搬能力が向上する。
- 四肢が他の爬虫類のように体の真横からではなく斜め下か真下から生えている。
- 頭骨の眼窩（目の入る穴）の前方にもう一つ穴（前眼窩窓）がある。顎の筋肉のつくスペースが増し咬む力が強くなる。

かつては原始的な種類は、まとめて槽歯類（Thecodont：ソケットに収まった歯を意味する）として一括りにされていたが、現在では有効なグループ名ではないとされている。どの特徴も他の爬虫類に比べ活動的であるための特徴であるとされる。
現生のワニと鳥類は、祖先から形態が著しく変化しているため、現生の主竜類をこの特徴でくくることはできない。
例、鳥類には歯が無い、ワニは両心室間の血流がパニッツァ孔でバイパスされ一心室、二心房とおなじになっている、など。

## 鳥類の起源と分類
主竜類は爬虫類に属する分類群であるので、これは、爬虫類という分類単位のうちのひとつの小グループに、鳥類が含まれることを意味する。一般的な感覚では「爬虫類」と「鳥類」とは、互いに独立し、かつ、それぞれが、よくまとまったグループ同士だとみなされている。しかし、1980年代に登場し、発展してきた分岐分類学の手法に従えば、もし「鳥類」という分類単位を認めるならば、「爬虫類」は、側統群となり、分類単位として認められない。この問題をめぐっては、『分類とは何か』という根本的な対立も含め、様々な学説がある。第一には、従来の爬虫類対鳥類という関係を維持するために、厳密な分岐分類学的手法に、さらに従来の側系統も認める分類法を盛り込ませ、別の分類方法を作ろうとする動きがあり、一方では、側系統であることが明らかな従来の意味での「爬虫類」というグループ自体を認めない意見もあり、一部には鳥類も爬虫類の一グループとして扱うとする考え方もある（爬虫類、鳥類の記事も参照）。

## 系統
- 有羊膜類 Amniota
  - 竜弓類 Sauropsida
    - 爬虫類 Reptilia
      - 双弓類 Diapsida
        - 主竜形類 Archosauromorpha
          - 主竜型類 Archosauriformes
            - 主竜類 Archosaurs
              - 恐竜類 Dinosauria
              - 翼竜類 Pterosauria

## 上位分類
主竜類の上位分類単位が主竜形類 (Archosauromorpha) である。主竜形類は、主竜類にリンコサウルス類 (Rhynchosauria)、トリロフォサウルス類 (Trilophosauria)、原始竜類 (Protorosauria) などの絶滅爬虫類を加えた分類上の単位である。一般的に下綱のランクで扱われる。かつて古生物学者フォン・ヒューネによって提唱された当時は主竜類と原始的爬虫類からなる寄せ集めの分類群であったが、今日では共通する頭骨などの細かな特徴に基づき双弓類の一グループとして厳密に定義されている。最近の分子生物学的研究では従来最も原始的な爬虫類のグループである無弓類と近縁だと考えられていたカメが実はヘビ、トカゲなどの鱗竜類よりワニに近いことが示された。そのためカメもこのグループに属する可能性が高い。リンコサウルス類は以前はムカシトカゲと近縁と考えられ喙頭目(Rhynchocepharia)とされていた。また、トリロフォサウルス類は魚竜、首長竜（かつてまとめて広弓類とされていた）と近縁と考えられていた。
主竜形類 Archosauromorpha
- リンコサウルス類 Rhynchosauria
- トリロフォサウルス類 Trilophosauria
- 原始竜類 Protorosauria
- タラットサウルス類 Thalattosauria
- カメ目 Testudines
- 主竜類 Archosaurs
  - クルロタルシ類 Crurotarsi
    - 偽鰐類 Pseudosuchia : オルニトスクス, ポストスクス
    - 植竜類 Phytosauria
    - ワニ形上目 Crocodylomorpha
      - ワニ目 Crocodilia

  - 鳥頸類Ornithodira
    - 翼竜類 Pterosauria
    - 恐竜様類 Dinosauromorpha
      - ラゴスクス属 Lagosuchus
      - 恐竜類 Dinosauria
        - 竜盤類 Saurischia
          - 鳥類 Aves

        - 鳥盤類 Ornithischia

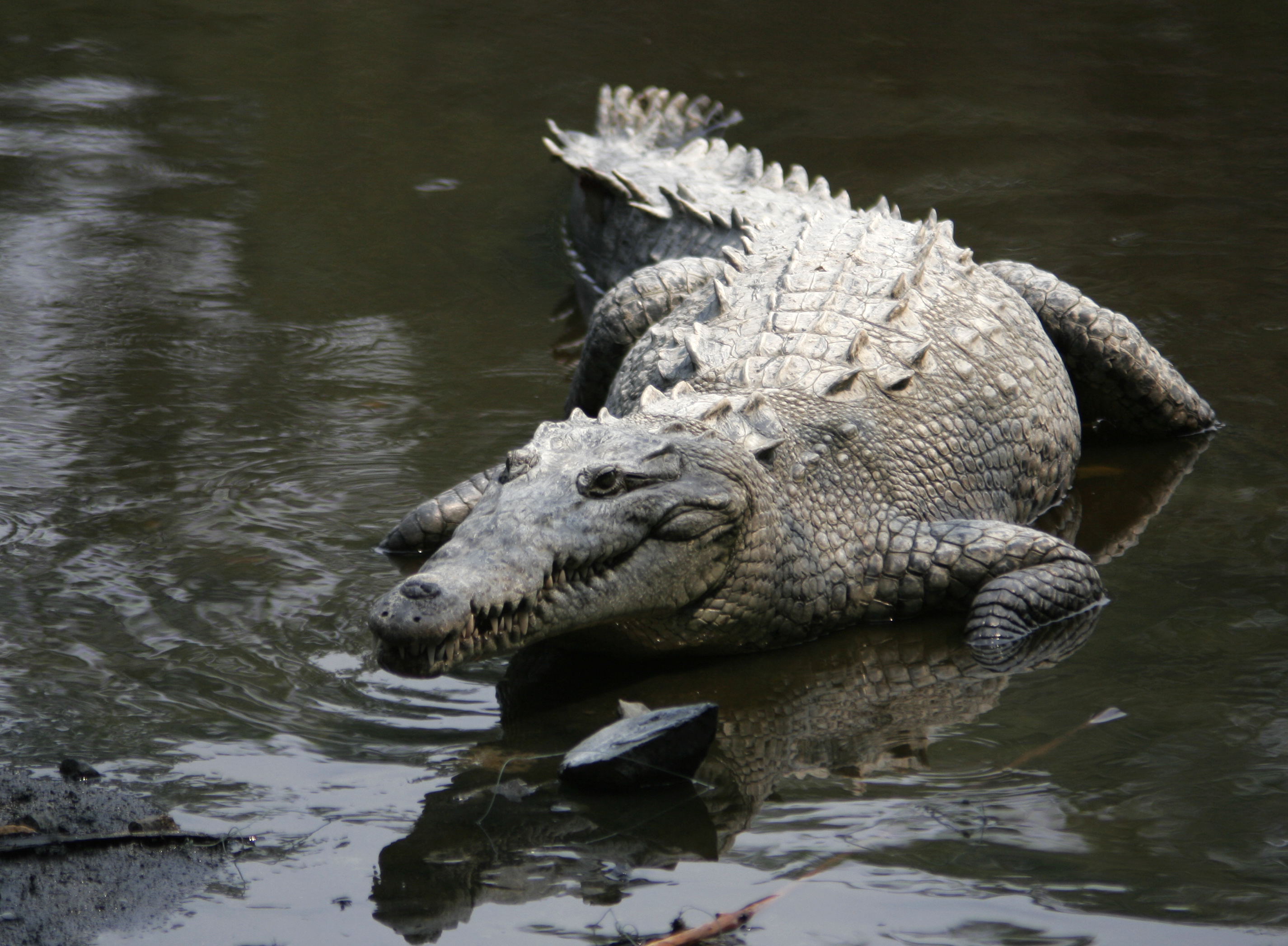
アメリカワニ
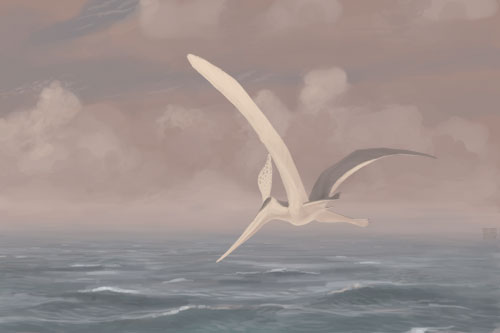
翼竜 プテラノドン
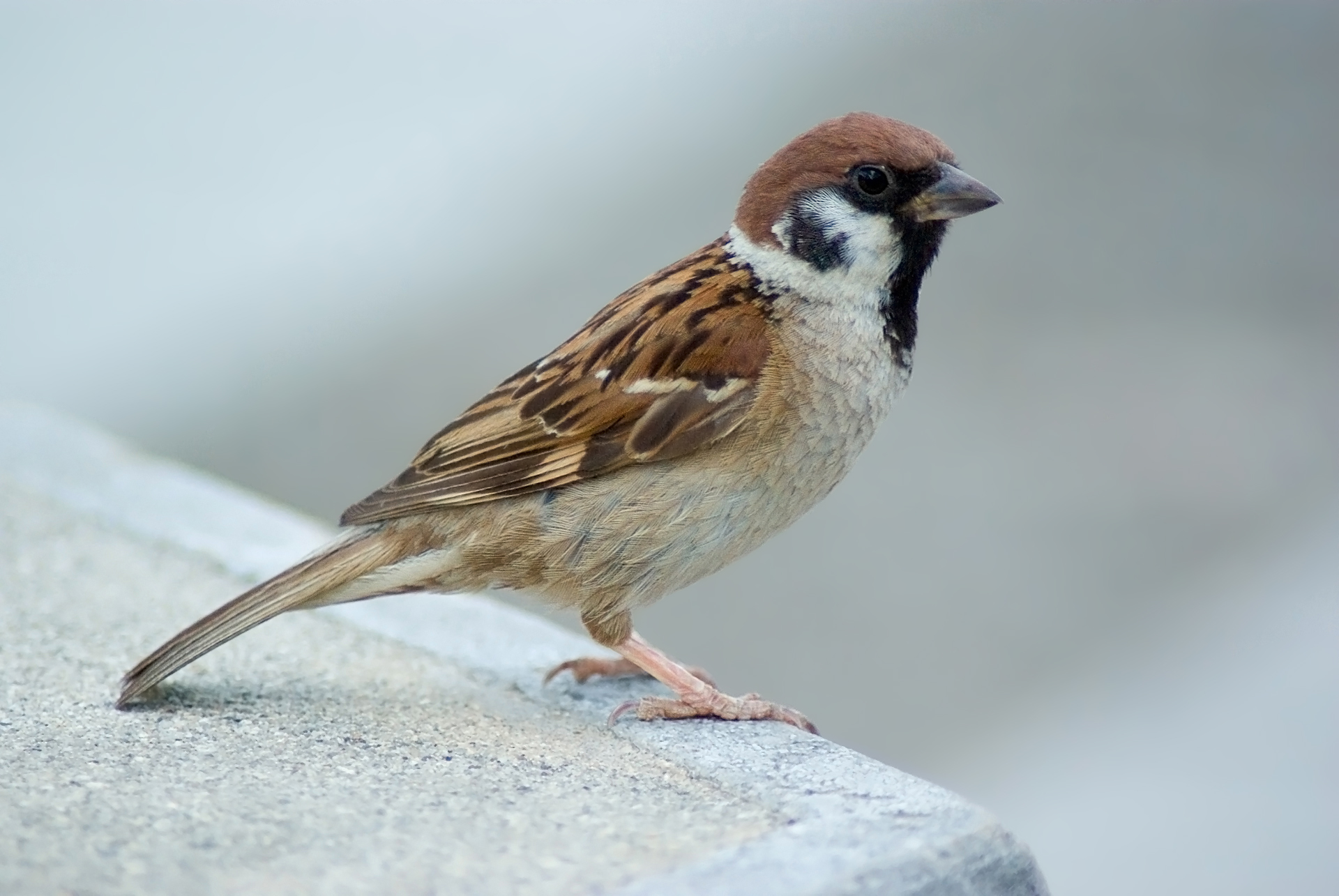
スズメ